# کشته‌شدن نسرین قادری
نسرین قادری (زادهٔ ۱۳۶۶ – کشته‌شده ۱۳ آبان ۱۴۰۱) دانشجوی ایرانی دورهٔ دکتری فلسفه و از کشته‌شدگان خیزش ۱۴۰۱ ایران بود. به‌گفتهٔ نهادهای ناظر بر وضعیت حقوق بشر او در ۱۳ آبان ۱۴۰۱ در تهران و در جریان اعتراضات سراسری بر اثر ضربات باتون مأموران امنیتی به سرش به بیمارستان منتقل شده و در بیمارستان درگذشت.

## زندگی
نسرین قادری، متولد مریوان و دانش‌آموختهٔ دوره کارشناسی فلسفه دانشگاه طباطبایی در سال ۱۳۸۷ بود. او در ۱۴۰۱ در حال گذراندن دورهٔ دکتری فلسفه دانشگاه علامه طباطبایی بود. نسرین قادری در سال ۱۳۸۹ به‌علت درگیری با گشت ارشاد یک هفته در بازداشت بوده که با قرار وثیقهٔ ۱۰۰ میلیون تومانی آزاد می‌شود.

## فعالیت و کشته‌شدن
من
بت نیستم
که با تبرها[ی]تان به‌جانم افتاده‌اید
من
خدای برساخته نیستم که انکارم می‌کنید
 هر آن‌کس که نفس کشید..
در من جان گرفت و از من زاده شد
من 
خالقی 
هستم 
زیر چکمه‌های فرزندانش
 زنده به گور شد، اسیر شد
 تجاوز دید، شکنجه شد 
به قتل رسید.

متن دست‌نوشتهٔ نسرین قادری برای کشته‌شدن نیکا شاکرمی چندروز پیش از کشته‌شدن خودش
نسرین قادری، نقش فعالی در اعتراضات مردم تهران در پی کشته‌شدن مهسا (ژینا) امینی داشت. او در ۱۳ آبان و در جریان خیزش ۱۴۰۱ ایران، با ضربات متعدد باتون بر سرش توسط نیروهای امنیتی نظام جمهوری اسلامی ایران، به کما رفت و سرانجام بر اثر شدت جراحت در یکی از بیمارستان‌های تهران درگذشت.

## خاکسپاری
نیروهای امنیتی حکومت، احمد قادری، پدر، و سلطنت ایل‌بیگی، مادر نسرین قادری را تهدید کردند که در صورتی اجازهٔ دفن پیکر فرزندشان را می‌دهند که پیکرش به‌طور پنهانی و در سکوت و بدون حضور مردم خاک‌سپاری شود. همچنین دستگاه‌های امنیتی جمهوری اسلامی تعداد زیادی از نیروهای یگان ویژه و امنیتی را به شهر مریوان اعزام کردند. حکومت جمهوری اسلامی دلیل کشته‌شدن معترضان را خودکشی، بیماری زمینه‌ای، گاز گرفتن سگ و حتی شلیک معترضان به یکدیگر اعلام می‌کند.

## واکنش‌ها
- در شب خاکسپاری، مردم با روشن‌کردن آتش در برخی از خیابان‌ها به کشته‌شدن نسرین قادری اعتراض کردند و شعارهایی بر ضد حکومت جمهوری اسلامی سر دادند؛[۹] همچنین تعدادی از مردم مریوان در شب خاکسپاری‌اش تجمع کردند.[۱۱] در ۱۴ آبان ۱۴۰۱ برخی از مردم در جلو خانه خانواده نسرین قادری تجمع کردند تا از ربوده‌شدن پیکر نسرین به‌دست نیروهای امنیتی جلوگیری کنند.[۷]
- روز ۱۵ آبان ۱۴۰۱، در واکنش به کشته‌شدن نسرین قادری، در مریوان، اعتصاب یک‌پارچه و اعتراضات ضدحکومتی برگزار شد.[۵] اعتراضات ابتدا از منطقه‌ای در نزدیکی خانه خانواده نسرین قادری آغاز شد و به محلات دیگر شهر رسید.[۱]
- معترضان به دفتر شیوا قاسمی‌پور، نماینده این شهر در مجلس شورای اسلامی و نیز دفتر اعضای شورای شهر - که به گفته معترضان از اعضای سپاه پاسداران هستند - حمله کردند.[۵] پلیس و نیروهای امنیتی برای مقابله با معترضان گاز اشک‌آور و گلوله ساچمه‌ای و جنگی شلیک کردند.[۱] در پی تیراندازی مستقیم نیروهای جمهوری اسلامی به مردم، دست‌کم ۳۵ نفر زخمی شده‌اند؛ هر چند تعداد زخمی‌شدگان، بسیار بالاتر تخمین زده شده‌است.[۵]